# Caccobius auberti
Caccobius auberti är en skalbaggsart som beskrevs av D'orbigny 1902. Caccobius auberti ingår i släktet Caccobius och familjen bladhorningar. Inga underarter finns listade.